# Gukurahundi

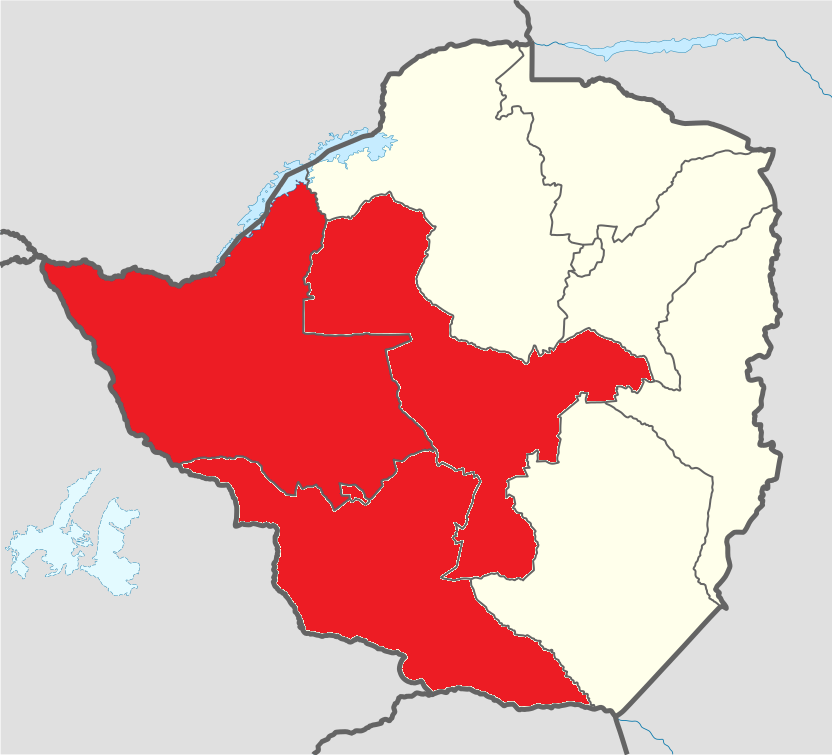
Províncias impactadas pelas operações de segurança denominadas en:Gukurahundi ao longo da década de 1980, no contexto do Zimbábue

Gukurahundi foi uma série de massacres de civis contra a etnia matabele, residente na região da Matabelelândia, realizados pelo Exército Nacional do Zimbábue do início de 1983 ao final de 1987. Deriva de um termo da língua xona que pode ser traduzido como "a chuva precoce que lava a pragana antes das chuvas de primavera". 
Durante a Guerra Civil da Rodésia, dois partidos nacionalistas rivais, a União Nacional Africana do Zimbábue (ZANU), de Robert Mugabe, e a União do Povo Africano do Zimbábue (ZAPU), de Joshua Nkomo, surgiram para desafiar o governo predominantemente branco da Rodésia. A ZANU inicialmente definiu Gukurahundi como uma estratégia ideológica destinada a levar a guerra aos grandes assentamentos e propriedades individuais. Após a ascensão de Mugabe ao poder, seu governo permaneceu ameaçado por "dissidentes" — ex-guerrilheiros descontentes e apoiadores da ZAPU. 
A ZANU recrutava principalmente entre o povo majoritário xona, enquanto a ZAPU tinha seu maior apoio entre o grupo minoritário matabele. No início de 1983, a Quinta Brigada, uma brigada de infantaria do Exército Nacional do Zimbábue treinada na Coreia do Norte, começou uma repressão aos dissidentes na região histórica da Matabelelândia, antiga pátria dos matabeles. Nos dois anos seguintes, milhares de matabeles foram detidos pelas forças do governo e, ou tiveram que marchar para campos de reeducação ou foram sumariamente executados. Embora existam estimativas diferentes, o consenso da International Association of Genocide Scholars (IAGS) é que mais de 20.000 pessoas foram mortas. A IAGS classificou os massacres como genocídio.